# Catharina Wasa

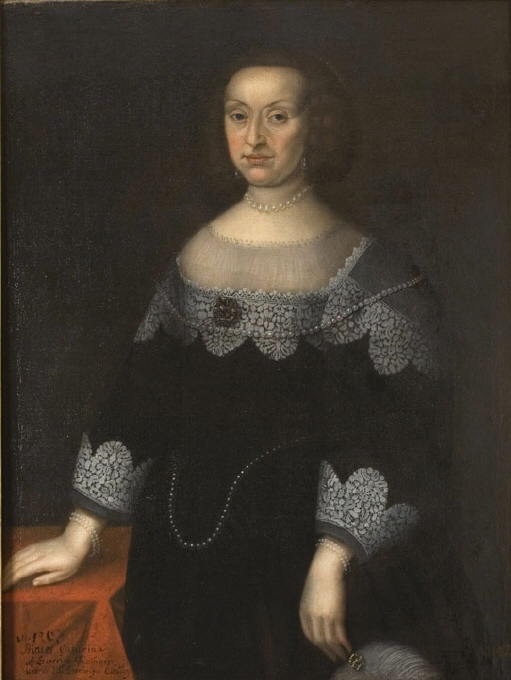
Catharina Wasa.

Catharina Wasa (Kasteel van Nyköping, 10 november 1584 — Västerås, 13 december 1638) was van 1615 tot aan haar dood vorstin van Palts-Kleeburg. Ze behoorde tot het Huis Wasa.

## Levensloop
Catharina was een dochter van koning Karel IX van Zweden en diens eerste echtgenote Anna Maria, dochter van keurvorst Lodewijk VI van de Palts. Na de troonsbestijging van haar halfbroer Gustaaf II Adolf in 1611 gold zij als een van zijn vertrouwelingen en trad ze in zeldzame gevallen ook op als adviseur van haar halfbroer.
Nadat enige huwelijksprojecten mislukten, huwde Catharina op 21 juni 1615 in Stockholm met vorst Johan Casimir van Palts-Kleeburg (1589-1652). Het was pas in januari 1618 dat Catharina bij haar echtgenoot in het Slot van Kleeburg kwam wonen. Wegens het oorlogsgeweld in de Dertigjarige Oorlog vluchtte het echtpaar naar Straatsburg, waarna ze in 1622 op verzoek van Catharina's halfbroer Gustaaf II Adolf in Zweden kwamen wonen. Daar resideerden ze in het Slot Stegeborg in Söderköping. Catharina bekommerde zich persoonlijk om de administratie van de landerijen in Zweden die Gustaaf II Adolf haar had toegewezen. Tevens was ze jarenlang troonopvolgster van Zweden, tot aan de geboorte van Gustaaf Adolfs dochter Christina in 1626.
In 1632 sneuvelde Gustaaf II Adolf in de Slag bij Lützen, waarna Christina koningin van Zweden werd. Op verzoek van kanselier Axel Oxenstierna nam Catharina de voogdij van Christina op zich. Wegens een uitbraak van de pest vluchtte het Zweedse koninklijk hof in 1638 naar Västerås, waar Catharina in december van dat jaar op 54-jarige leeftijd stierf.

## Nakomelingen
Catharina en Johan Casimir kregen acht kinderen:
- Christina Magdalena (1616-1662), huwde in 1642 met markgraaf Frederik VI van Baden-Durlach
- Karel Frederik (1618-1619)
- Elisabeth Amalia (1619-1628)
- Karel Gustaaf (1622-1660), vorst van Palts-Kleeburg en koning van Zweden
- Maria Euphrosina (1625-1687), huwde in 1647 met Zweedse veldheer en latere rijkskanselier Magnus Gabriel De la Gardie
- Eleonora Catharina (1626-1692), huwde in 1646 met landgraaf Frederik van Hessen-Eschwege
- Christina van Palts (1628-1629)
- Adolf Johan I (1629-1689), keizerlijke maarschalk, hertog van Stegeborg en Palts-Kleeburg

## Voorouders
| Voorouders van Catharina Wasa | Voorouders van Catharina Wasa                                               | Voorouders van Catharina Wasa                                               | Voorouders van Catharina Wasa                                               | Voorouders van Catharina Wasa                                               | Voorouders van Catharina Wasa                                                      | Voorouders van Catharina Wasa                                                      | Voorouders van Catharina Wasa                                           | Voorouders van Catharina Wasa                                           |
| ----------------------------- | --------------------------------------------------------------------------- | --------------------------------------------------------------------------- | --------------------------------------------------------------------------- | --------------------------------------------------------------------------- | ---------------------------------------------------------------------------------- | ---------------------------------------------------------------------------------- | ----------------------------------------------------------------------- | ----------------------------------------------------------------------- |
| Overgrootouders               | Erik Johansson (-) ∞ Cecilia Månsdotter (-)                                 | Erik Johansson (-) ∞ Cecilia Månsdotter (-)                                 | Erik Abrahamsson Leijonhufvud (-) ∞ Ebba Eriksdotter Vasa (-)               | Erik Abrahamsson Leijonhufvud (-) ∞ Ebba Eriksdotter Vasa (-)               | Frederik III van de Palts (1515-1576) ∞ Maria van Brandenburg-Kulmbach (1519-1567) | Frederik III van de Palts (1515-1576) ∞ Maria van Brandenburg-Kulmbach (1519-1567) | Filips I van Hessen (1504-1567) ∞ Christina van Saksen (1505-1549)      |                                                                         |
| Grootouders                   | Gustaaf I van Zweden (1496-1560) ∞ 1593 Margaretha Leijonhufvud (1516-1551) | Gustaaf I van Zweden (1496-1560) ∞ 1593 Margaretha Leijonhufvud (1516-1551) | Gustaaf I van Zweden (1496-1560) ∞ 1593 Margaretha Leijonhufvud (1516-1551) | Gustaaf I van Zweden (1496-1560) ∞ 1593 Margaretha Leijonhufvud (1516-1551) | Lodewijk VI van de Palts (1539-1583) ∞ Elisabeth van Hessen (1539-1582)            | Lodewijk VI van de Palts (1539-1583) ∞ Elisabeth van Hessen (1539-1582)            | Lodewijk VI van de Palts (1539-1583) ∞ Elisabeth van Hessen (1539-1582) | Lodewijk VI van de Palts (1539-1583) ∞ Elisabeth van Hessen (1539-1582) |
| Ouders                        | Karel IX van Zweden (1550-1611) ∞ Anna Maria van de Palts (1561-1589))      | Karel IX van Zweden (1550-1611) ∞ Anna Maria van de Palts (1561-1589))      | Karel IX van Zweden (1550-1611) ∞ Anna Maria van de Palts (1561-1589))      | Karel IX van Zweden (1550-1611) ∞ Anna Maria van de Palts (1561-1589))      | Karel IX van Zweden (1550-1611) ∞ Anna Maria van de Palts (1561-1589))             | Karel IX van Zweden (1550-1611) ∞ Anna Maria van de Palts (1561-1589))             | Karel IX van Zweden (1550-1611) ∞ Anna Maria van de Palts (1561-1589))  | Karel IX van Zweden (1550-1611) ∞ Anna Maria van de Palts (1561-1589))  |
| Catharina Wasa (1584-1638)    |                                                                             |                                                                             |                                                                             |                                                                             |                                                                                    |                                                                                    |                                                                         |                                                                         |

- Gemeinsame Normdatei: 1170541410
- LIBRIS: 293483
- Système universitaire de documentation: 242426409
- Virtual International Authority File: 59066623
- WorldCat: E39PBJc7QYMHvw64VPHfv9jcT3